# Shane Lowry (voetballer)
Shane Thomas Lowry (Perth, 12 juni 1989) is een Australisch betaald voetballer met de Ierse nationaliteit, die doorgaans in het centrum van de verdediging speelt. Lowry is sinds 2019 actief in Qatar, waar hij uitkomt voor Al-Ahli.

## Biografie
Lowry komt uit de jeugdopleiding van Aston Villa. In de winter van 2012 mocht hij vertrekken bij Aston Villa. Lowry wist namelijk niet door te breken in het eerste elftal en werd meermaals verhuurd. Hij speelde voor clubs als Birmingham City, Millwall en Leyton Orient en uiteindelijk Perth Glory in eigen land.